# Liste des aires protégées de l'oblast de Mourmansk
Cette liste comprend les aires protégées situés en oblast de Mourmansk en Russie sibérienne. En 2023, le fonds de réserve naturelle de la région de Mourmansk comprend 75 zones naturelles spécialement protégées : 
- 11 aires protégées d'importance fédérale :
  - 3 réserves naturelles ;
  - 3 réserves naturelles d'État ;
  - 1 parc national ;
  - 4 monuments naturels ;
- 63 aires protégées d'importance régionale  :
  - 9 réserves naturelles d'État ;
  - 50 monuments naturels ;
  - 3 parcs naturels ;
  - Jardin botanique polaire et alpin de Kirovsk ;
- 1 aire protégée d'importance locale.

## Zapovedniks
| N° | Photo | Nom                              | Superficie ha | Statut international | Importance | Année de création |
| -- | ----- | -------------------------------- | ------------- | -------------------- | ---------- | ----------------- |
| 1  |       | Réserve naturelle de Kandalakcha | 705.30        |                      | fédérale   | 7 septembre 1932  |
| 2  |       | Réserve naturelle de Laponie     | 2784.35       |                      | fédérale   | 17 janvier 1930   |
| 3  |       | Réserve naturelle de Pasvik      | 166.40        |                      | fédérale   | 16 juillet 1992   |